# Mike Anchondo
Mike Anchondo est un boxeur américain né le 15 avril 1982 à Los Angeles, Californie.

## Carrière
Passé professionnel en 2000, il remporte le titre vacant de champion du monde des poids super-plumes WBO après sa victoire aux points contre Julio Pablo Chacon le 15 juillet 2004. Anchondo est destitué par la WBO la veille de son combat contre Jorge Rodrigo Barrios (organisé le 8 avril 2005 et perdu par Anchondo) pour avoir dépassé la limite de poids autorisée lors de la pesée officielle.

## Référence
1. ↑  (en) Mike Anchondo vs. Julio Pablo Chacon (boxrec.com)